# Queen of Outer Space
Queen of Outer Space est un film américain de science-fiction réalisé par Edward Bernds, sorti en 1958.

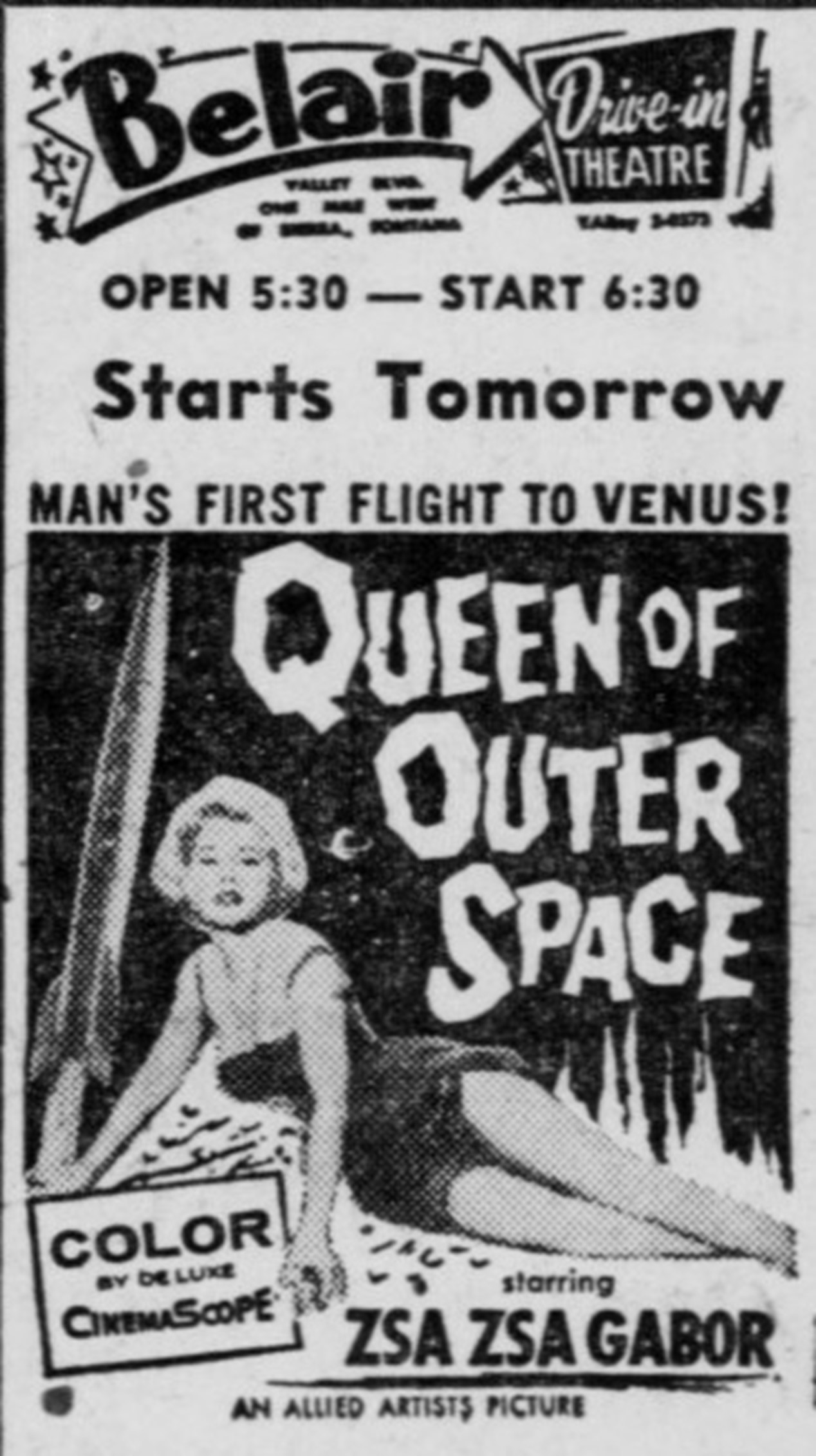
Annonce pour le film.

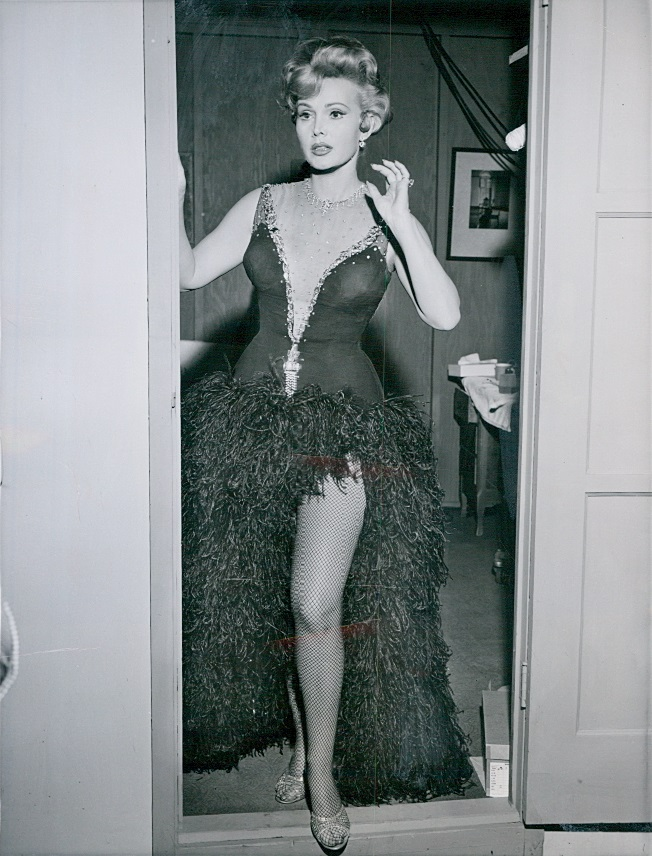
Zsa Zsa Gabor en 1958, année de sortie du film.

Dans ce film à petit budget devenu film culte, un groupe d'hommes se retrouve accidentellement sur la planète Vénus, qui est dirigée par des femmes Amazones.

## Synopsis
En 1985, le capitaine Neal Patterson et son équipage, composé des lieutenants Mike Cruze et Larry Turner, sont chargés d'escorter le professeur Konrad vers une station spatiale terrestre. En route, la station est détruite par un mystérieux rayon d'énergie interstellaire, qui endommage également leur fusée et provoque son atterrissage forcé sur une planète que Konrad révèle à ses compagnons être Vénus. Les quatre hommes sont ensuite capturés par une armée de femmes armées de pistolets laser. Ils sont présentés au conseil où ils apprennent que la planète est sous la dictature de la cruelle reine Yllana, une femme masquée qui a fait tuer la plupart des hommes, ne gardant que des mathématiciens et des scientifiques masculins sur une lune-colonie pénitentiaire en orbite autour de Vénus. Dans une zone de détention du palais de la reine, Patterson confie à ses hommes qu'il pense que le rayon a non seulement détruit la station spatiale et provoqué le crash de leur fusée sur Vénus, mais qu'il pourrait aussi provenir de Vénus. Ils sont ensuite aidés par une belle courtisane nommée Talleah et ses amies vénusiennes Motiya et Kaeel. Ces femmes aspirent à retrouver l'amour et l'attention des hommes, et complotent pour renverser la méchante reine et rétablir l'ordre ancien.

## Fiche technique
- Réalisation : Edward Bernds
- Scénario : Charles Beaumont d'après une histoire de Ben Hecht
- Producteur : Ben Schwalb
- Photographie : William P. Whitley
- Format : CinemaScope, couleur[5]
- Montage : William Austin
- Musique : Marlin Skiles
- Pays de production :  États-Unis
- Distributeur : Allied Artists Pictures
- Durée : 80 minutes
- Date de sortie : 7 septembre 1958

## Distribution
- Zsa Zsa Gabor : Talleah

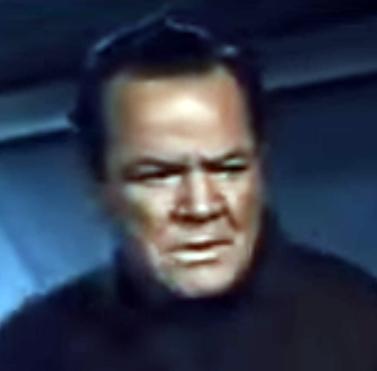
Paul Birch dans une scène du film.

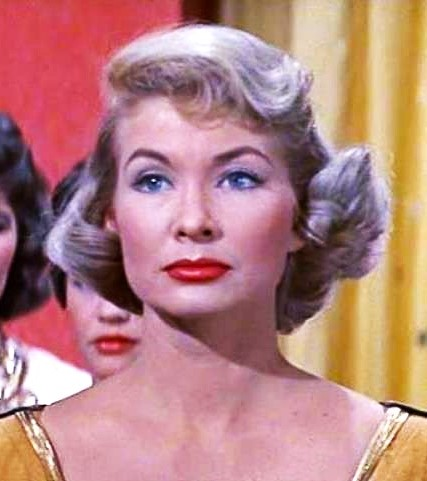
Coleen Drake, une des vénusiennes dans le film.

- Eric Fleming : Captaine Neal Patterson
- Dave Willock : Lt. Mike Cruze
- Laurie Mitchell : la reine Yllana
- Lisa Davis : Motiya
- Paul Birch : Professeur Konrad
- Patrick Waltz : Lt. Larry Turner
- Barbara Darrow : Kaeel
- Marilyn Buferd : Odeena
- Coleen Drake : une vénusienne
- Mary Ford : une vénusienne
- Marya Stevens : une vénusienne
- Laura Mason : une vénusienne
- Lynn Cartwright : une vénusienne
- Kathy Marlowe : une vénusienne

## Critiques
Les dialogues sont tellement sexistes et misogynes que certains critiques ont supposé qu'il s'agissait en fait d'une satyre.